# 白髪誠一
白髪 誠一（しらが せいいち、1970年 - ）は、岡山県出身の日本の構造デザイン・システム工学者。構造設計一級建築士。大阪工業大学ロボティクス＆デザイン工学部空間デザイン学科教授。工学博士（神戸大学）。大阪府建築士審査会2022会長。
主な専門は、空間/構造デザイン・造形力学、建築システム工学・構造解析（3次元CG解析含む）、建築材料・建築生産。

## 略歴
神戸大学工学部建築学科卒業。2003年同大学大学院自然科学研究科博士後期課程生産科学専攻修了、工学博士。北條建築構造研究所にて、建築構造デザインに従事。2012年大阪工業大学工学部空間デザイン学科に着任。2017年ロボティクス＆デザイン工学部空間デザイン学科准教授。2021年同学科教授。 
主な所属学会は、日本デザイン学会、日本建築構造技術者協会、日本建築学会など。主な受賞は、日本建築構造技術者協会(JSCA)賞第18回新人賞2007。主な著書は、ヴィヴィッド・テクノロジー 建築を触発する構造デザイン（共著、学芸出版社2007、学術書）、建築構造用語辞典Ⅱ（共著、建築技術  2019、学術書）。

## 主な研究
- アルゴリズミック・デザインによる構造デザインに関する研究[4] 〜 トランスコスモス財団の研究助成
- 構造的アプローチによる建築・プロダクトデザインに関する研究
- 三次元ジグソーパズルの内部構造の構築[5]
- ロボットアームを用いた空間構成法に関する基礎的研究 〜 建築/空間とロボットの融合ソリューション[6]

構造デザイン学の対外啓蒙活動として「京都祇園祭ごみゼロ大作戦2018」で、学生と共に設計・製作した”竹製エコステーション”の設置協力や、大阪の住まいと暮らしのデザインイベント「Machi Decor 2018」で奈良県川上村の木材を用いた木工デザイン作品の展示のサポートを行っている。
また、日本建築センタ(BCJ)主催「構造設計シリーズ/S造編 」セミナーで講師を担当。